# Санта-Мария-делла-Кончеционе
Санта-Мария-делла-Кончеционе (итал. La Chiesa di Nostra Signora della Concezione dei Cappuccini, о La chiesa di Santa Maria della Concezione dei Cappuccini, Chiesa di Santa Maria Immacolata a via Veneto — Церковь Непорочного зачатия Нашей Госпожи, или Церковь Непорочного зачатия Святой Девы Марии монастыря капуцинов на Виа Венето) — небольшая римско-католическая церковь бывшего монастыря капуцинов на виа Венето, на  Марсовом поле в Риме, неподалёку от Палаццо Барберини и фонтана Тритона. Это первая церковь в Риме, посвящённая Непорочному зачатию Девы Марии, задолго до того, как папа Пий IX в 1854 году издал буллу «Ineffabilis Deus» .

## История
Церковь построена недалеко от семейного Палаццо Барберини кардиналом-капуцином Антонио Барберини, братом папы Урбана VIII Барберини, благословившего первый камень 4 октября 1626 года. Церковь была спроектирована папским архитектором Микеле да Бергамо (?-1641) в сотрудничестве с с архитектором Феличе Антонио Казони (1559—1634). Захоронение кардинала Барберини до сих пор находится внутри церкви, перед главным алтарем, с надгробной плитой, на которой награвирована латинская надпись: «Hic jacet pulvis et cinis et nihil» (Здесь покоится прах и пепел и более ничего) .
Первая месса была проведена в церкви 8 сентября 1630 года, а строительство завершено в 1631 году. Вначале вокруг церкви располагалась относительно пустынная местность, на которой располагался большой женский монастырь и кампанила (колокольня); они были снесены после объединения Италии, в конце XIX века для строительства улицы Виа Венето и других зданий.

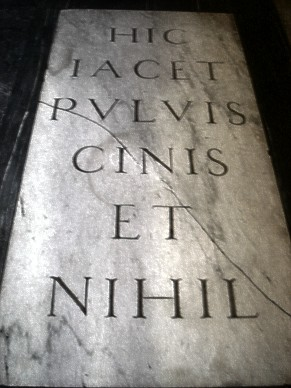
Надпись надгробной плиты кардинала Антонио Барберини

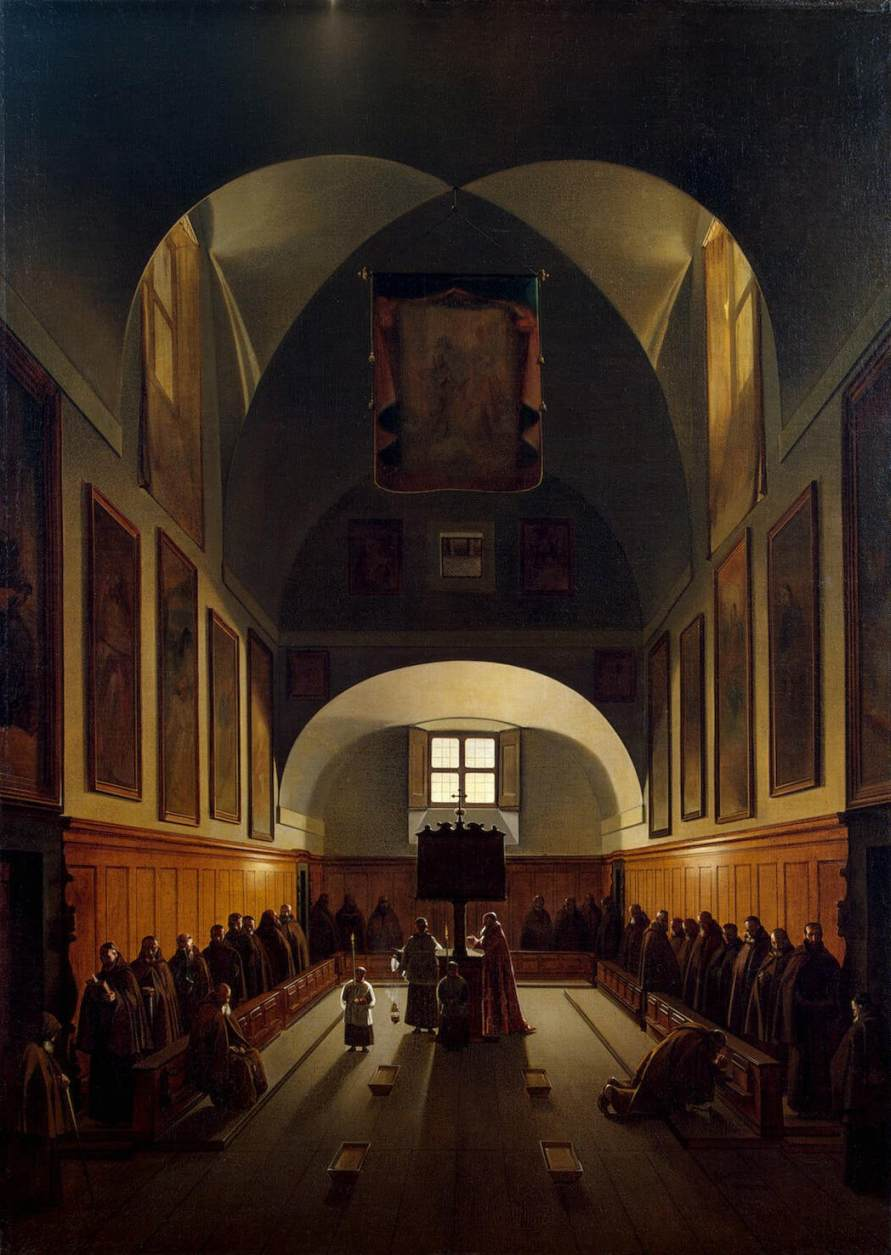
Ф. М. Гране. Внутренний вид хоров в церкви капуцинского монастыря на площади Барберини в Риме. 1818. Холст, масло. Государственный Эрмитаж, Санкт-Петербург

## Архитектура
Храм состоит из одного небольшого нефа и десяти боковых капелл, по пять с каждой стороны, в которых хранятся важные реликвии и произведения искусства. Доступ к церкви осуществляется по лестнице, над которой возвышается кирпичный фасад с белокаменными пилястрами.

## Интерьер церкви
Главный алтарь построен из мрамора по распоряжению папы Урбана VIII; его герб можно увидеть у основания. Алтарная картина «Непорочное Зачатие» Джованни Ланфранко погибла при пожаре, в алтаре находится копия оригинала работы Джоаккино Бомбелли (1814). Либорио Коччетти написал на цилиндрическом своде фреску «Взятие Девы Марии на небеса» (Аssunzione della Vergine Maria in cielo, 1796).
В боковых капеллах хранились ценные произведения искусства, такие как картины «Архангел Михаил, преследующий Люцифера» Гвидо Рени, «Рождество» Джованни Ланфранко, «Преображение» Марио Баласси, «Стигматизация святого Франциска Ассизского» Доменикино (по одной из версий приписывается Караваджо). Ныне они экспонируются в музее бывших зданий монастыря.
Слева от главного алтаря находится мраморная гробница польского князя Александра Собеского, умершего в 1714 году, сынa польского короля Яна III Собеского, победителя турок под стенами Вены работы Камилло Рускони.
Наличие этой гробницы послужило важной причиной, предотвратившей снос церкви в конце XIX века ради обновления всей территории. В церкви также хранятся тело Феличе да Канталиче, монаха меньших братьев капуцинов, и гробница Сан-Криспин да Витербо. В этой церкви также находится надгробие кардинала Агапито Моска (1678—1760) и могила падре Мариано да Торино, умершего в 1972 году. 
В уцелевших постройках монастыря находится Музей братьев-капуцинов (Museo e Crypta dei Frati Cappuccini): восемь комнат, в которых хранятся произведения искусства, книги, документы, литургические предметы и артефакты монахов-капуцинов.

## Крипта
После постройки церкви, со старого кладбища ордена капуцинов, которое располагалось в районе фонтана Треви, были перенесены кости захороненных там монахов и помещены в крипту церкви. Склеп монахов оформлен в первой половине XVIII века. Он состоит из пяти малых капелл, соединённых коридором и украшенных черепами и костями четырёх тысяч монахов, умерших в период с 1528 по 1870 годы, образующих сложную композицию из розеток, пилястр, звёзд, гирлянд. Часть костей соединена в виде символов, связанных с темой смерти: песочные часы, светильники, кресты. Каждая капелла названа по останкам, из которых она оформлена, и содержит, согласно традиции, святую землю, перевезенную из Палестины или Иерусалима. Внутри также имеется несколько тел мумифицированных монахов, одетых в типичную одежду капуцинов, а также скелет ребёнка с весами и косой, прикреплённый к потолку. В пятом зале крипты размещён скелет принцессы Барберини, племянницы папы Сикста V, умершей в детском возрасте.
Решение оформить склеп костями кажется мрачным и жутким, но на самом деле является способом подчеркнуть, что тело есть не что иное, как временное вместилище души, и поэтому «брошенное вместилище может быть уничтожено». Это типичное оформление крипты эпохи барокко на тему «Memento mori» (лат., Помни о смерти), оно также послужило прообразом «Костницы в Седлеце» в Чехии.
Церковь известна также в истории живописи, тем, что французский живописец Ф. М. Гране написал картину «Внутренний вид хоров в церкви капуцинского монастыря на площади Барберини в Риме» (последовательно создал девять вариантов), отличающуюся особенно эффектной передачей перспективы и светотени. В 1821 году художник преподнёс один из вариантов картины в дар российскому императору Александру I, который поместил её в картинную галерею Императорского Эрмитажа. Картина Гране настолько поразила русского живописца А. Г. Венецианова, который изучал её в Эрмитаже, что он использовал похожий эффект линейной перспективы в своей картине на крестьянскую тему «Гумно» (1823—1824), мечтая «быть в Эрмитаже на одной стене с Гранетом», и даже написал теоретическую статью «Нечто о перспективе» .

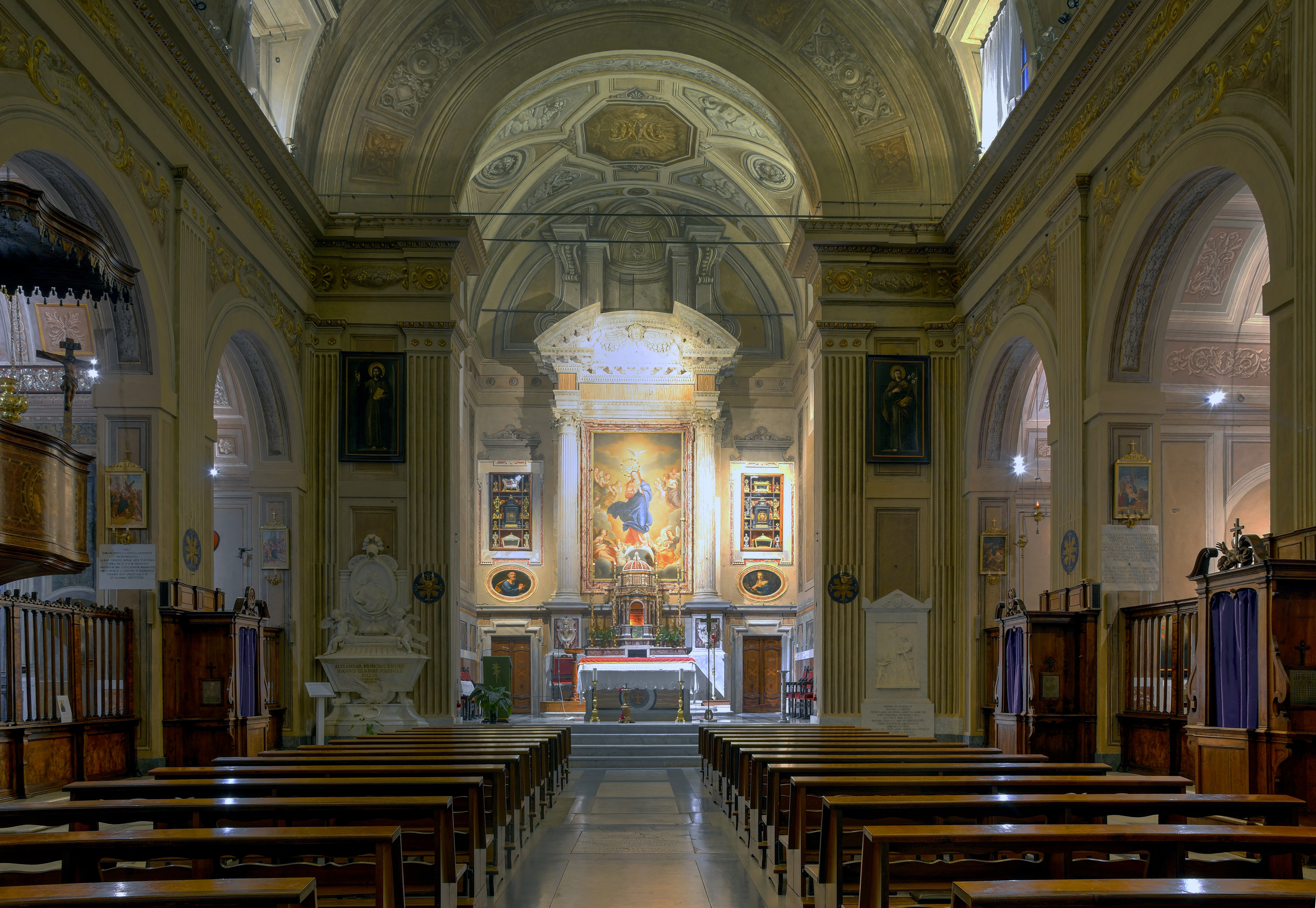
Интерьер
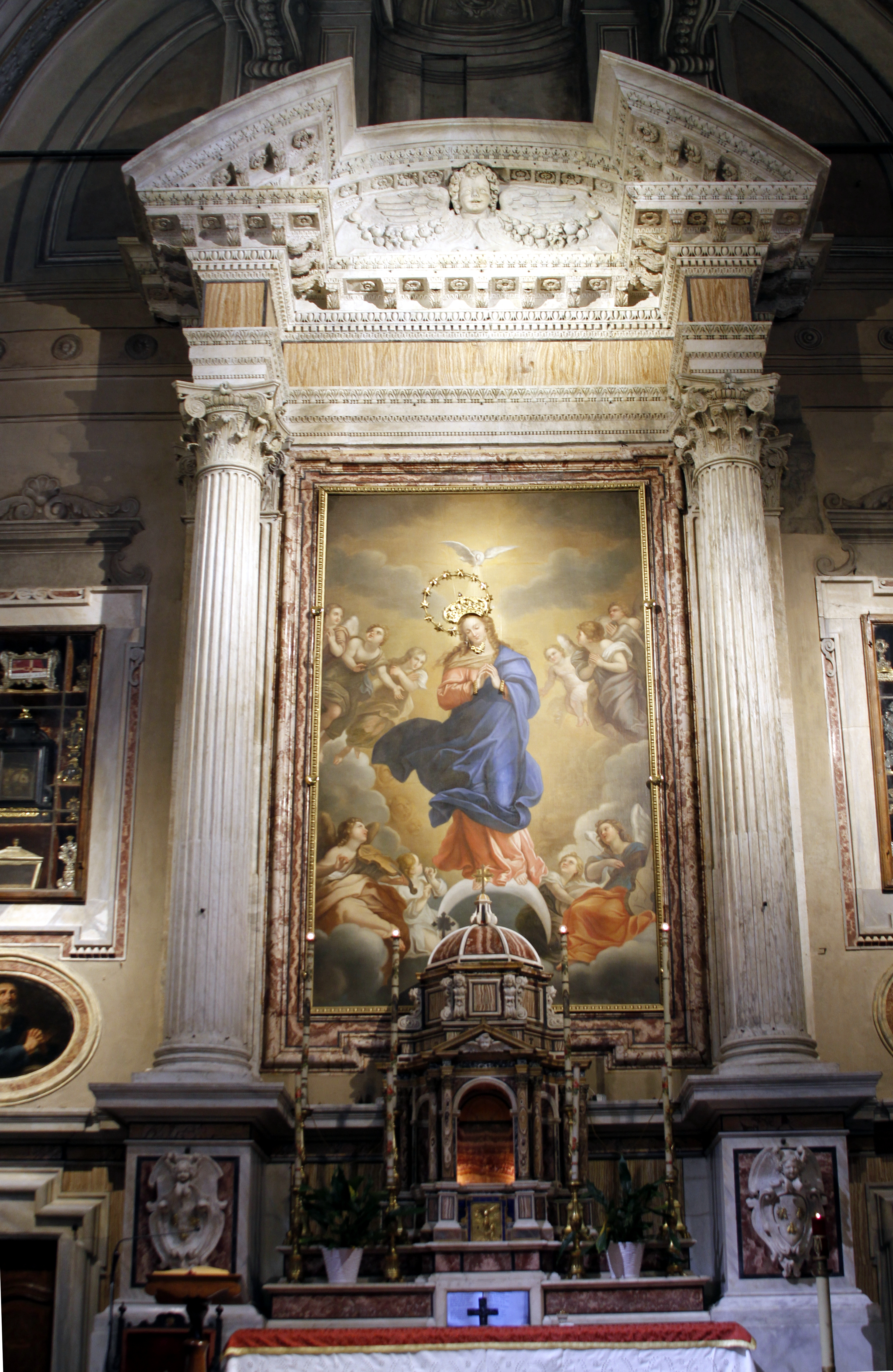
Главный алтарь
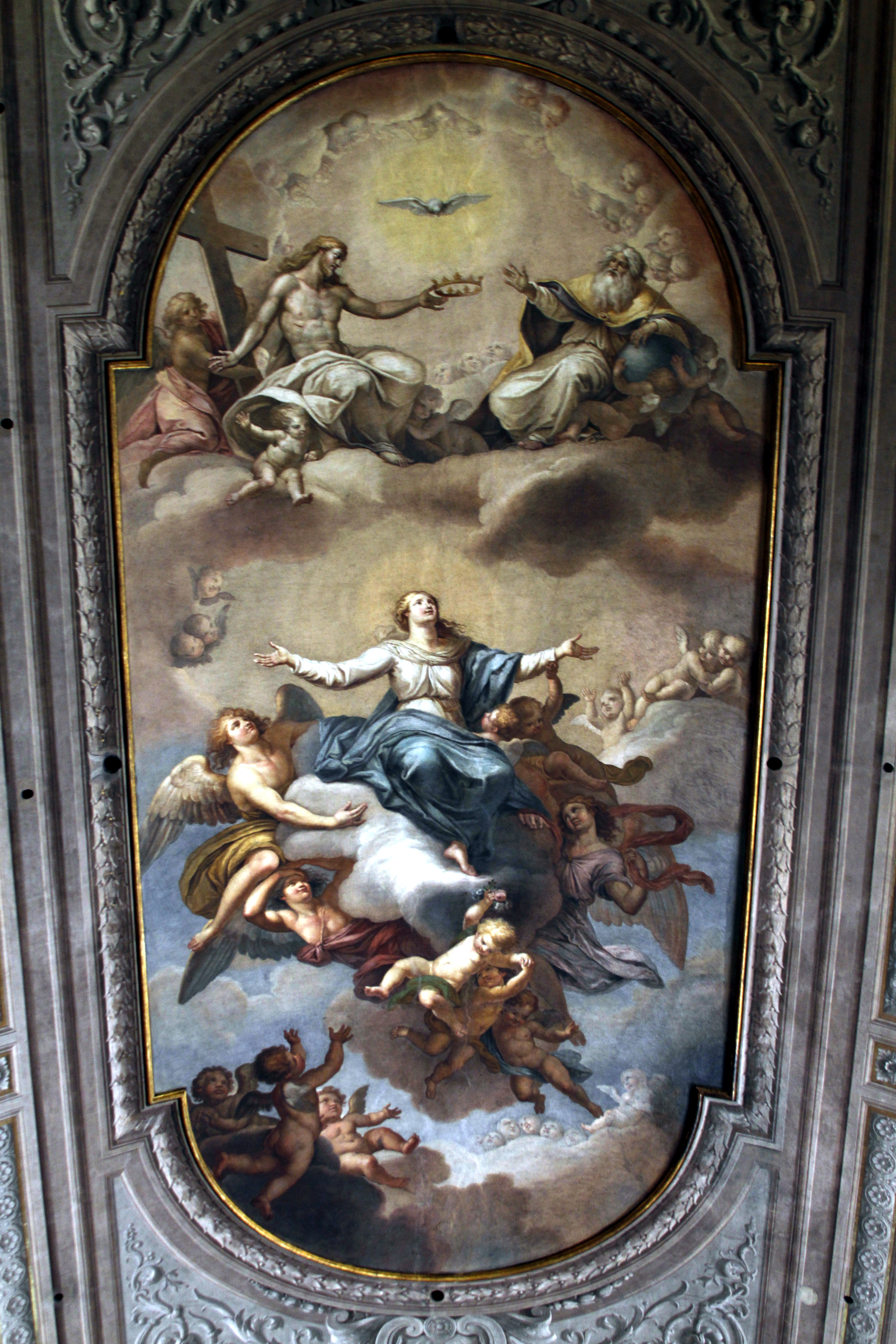
Л. Коччетти. Взятие Девы Марии на небеса (Аssunzione della Vergine Maria in cielo). 1796. Фреска на своде церкви
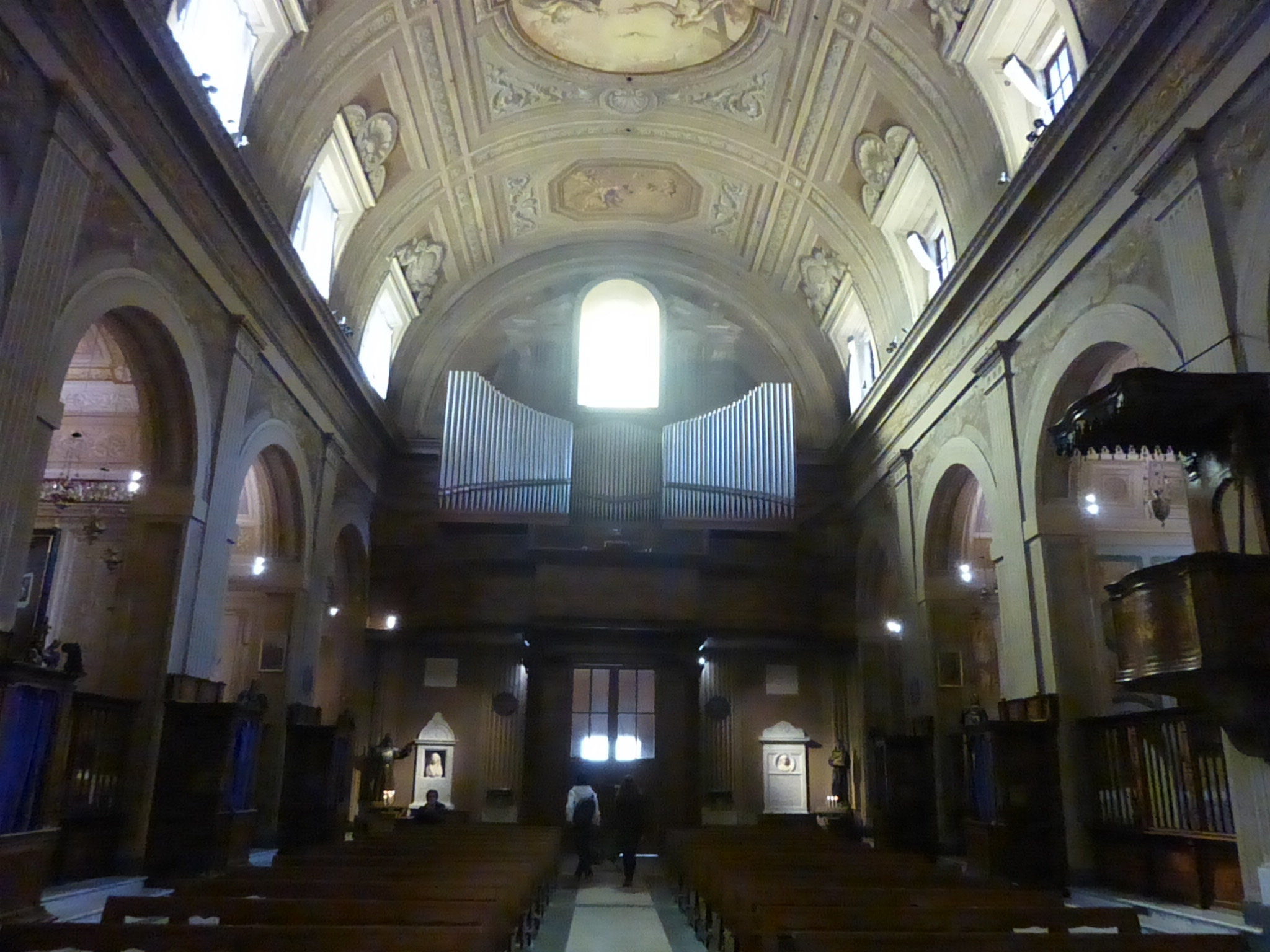
Контрфасад
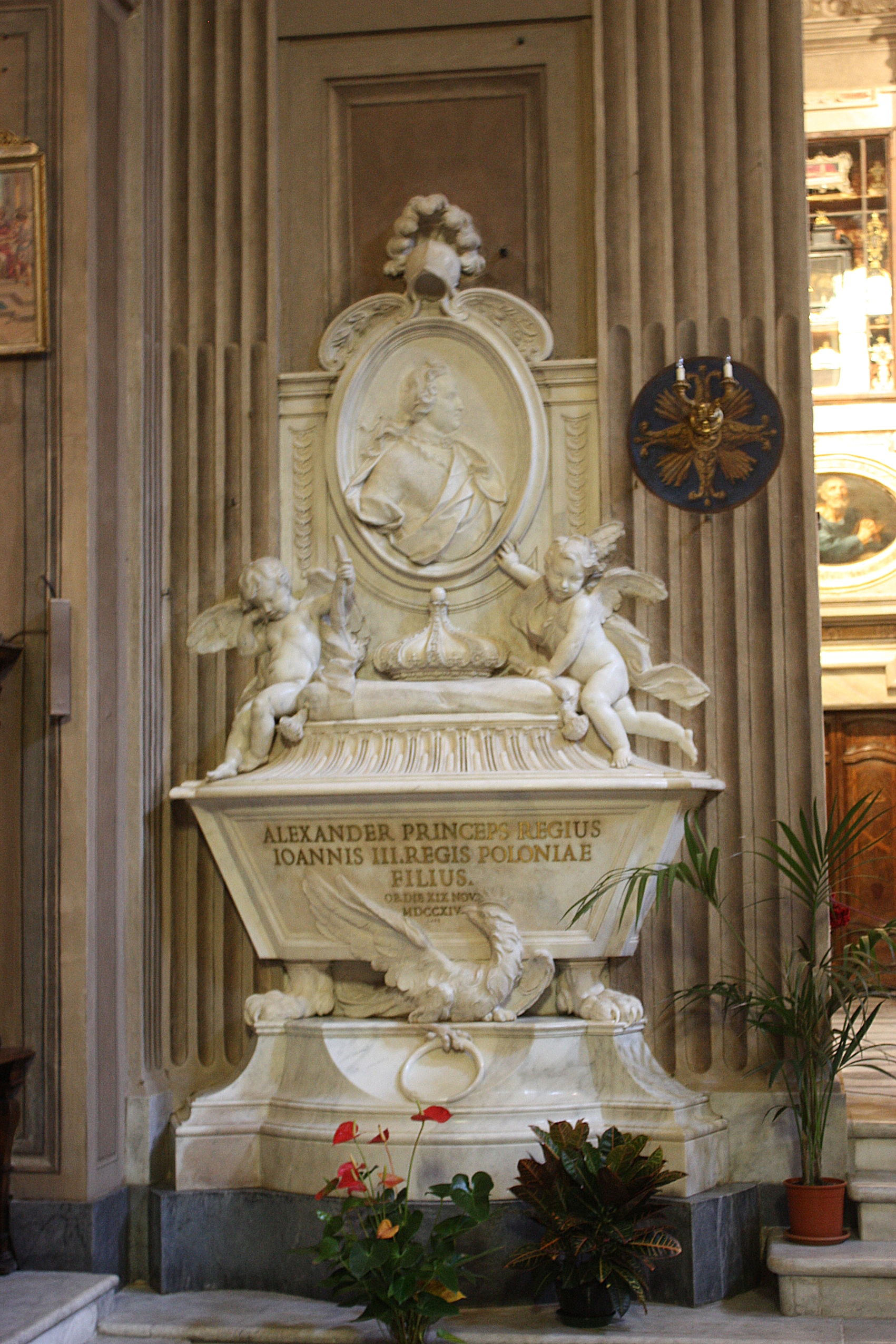
Надгробие Александра Собеского. 1714. Скульптор К. Рускони
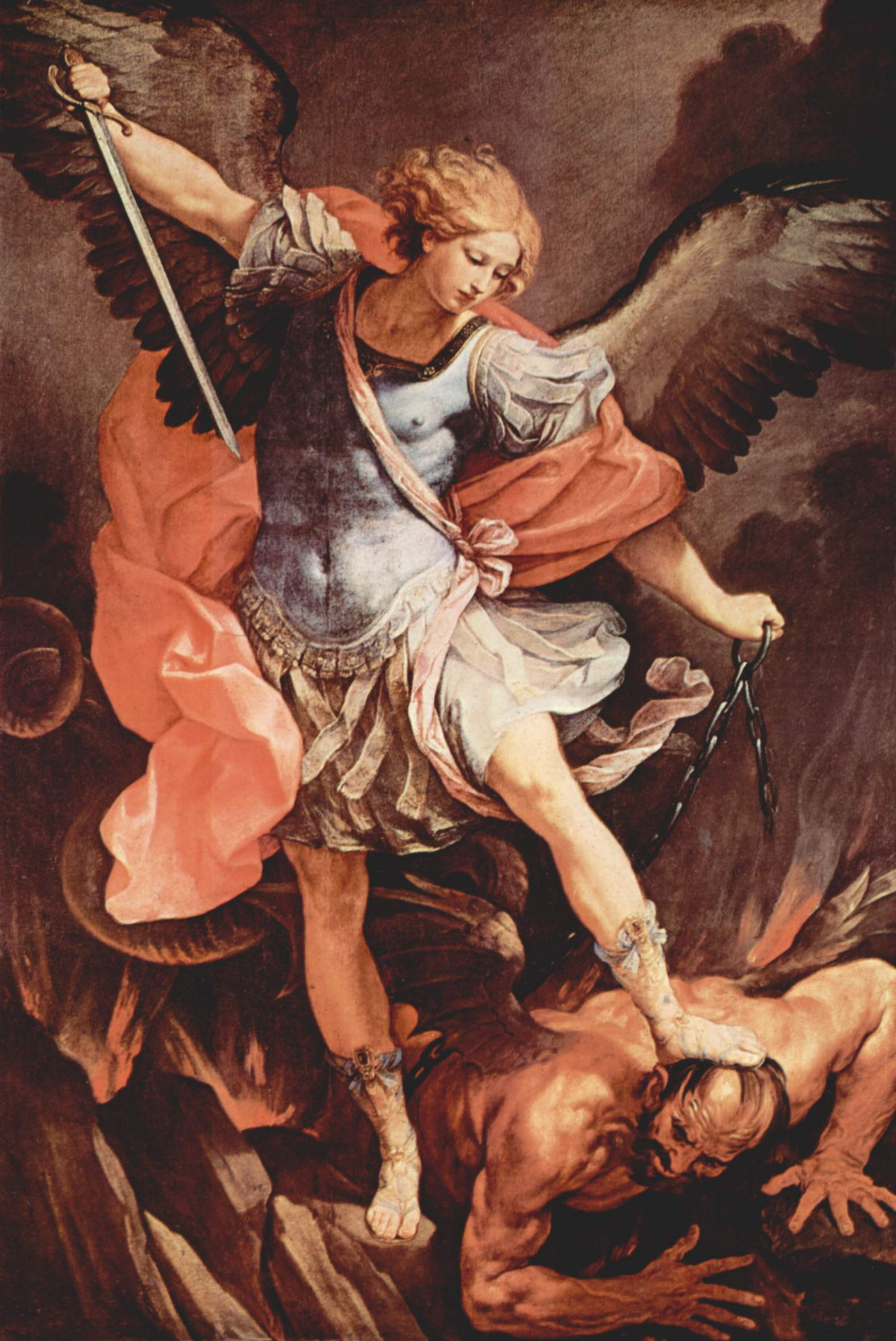
Г. Рени. Архангел Михаил, преследующий Люцифера. Ок. 1636. Холст, масло. Музей монастыря

## Крипта церкви

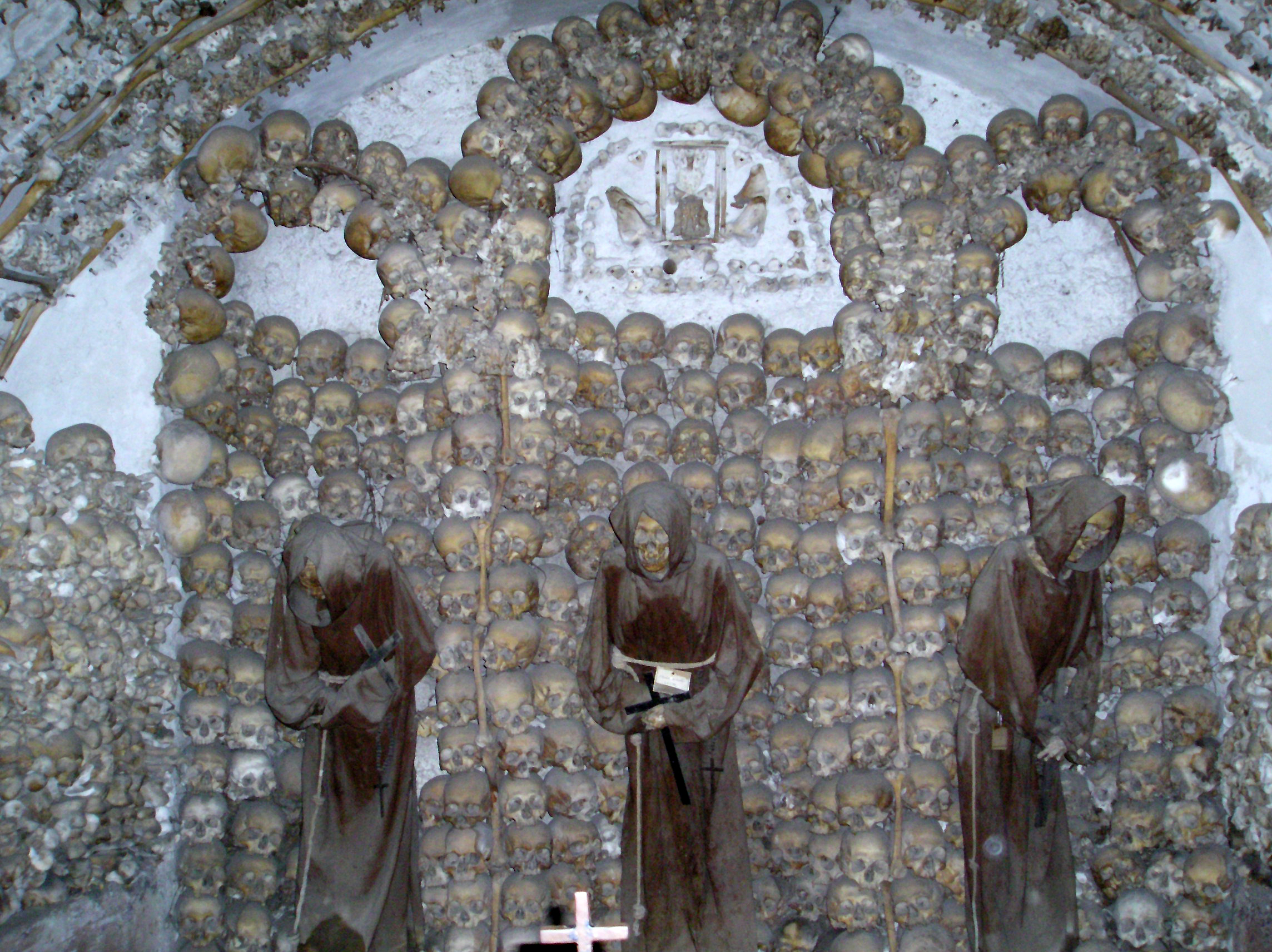
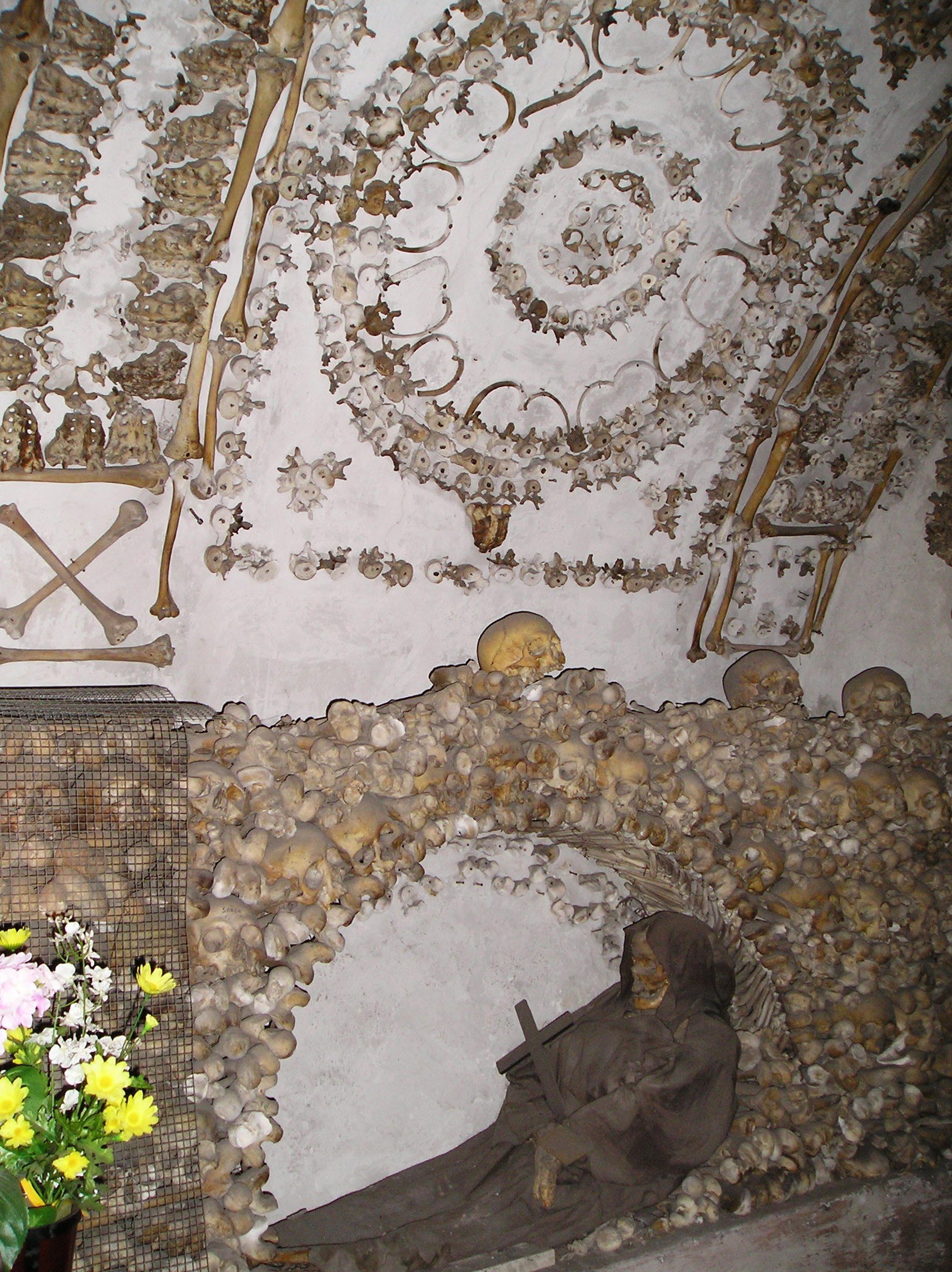
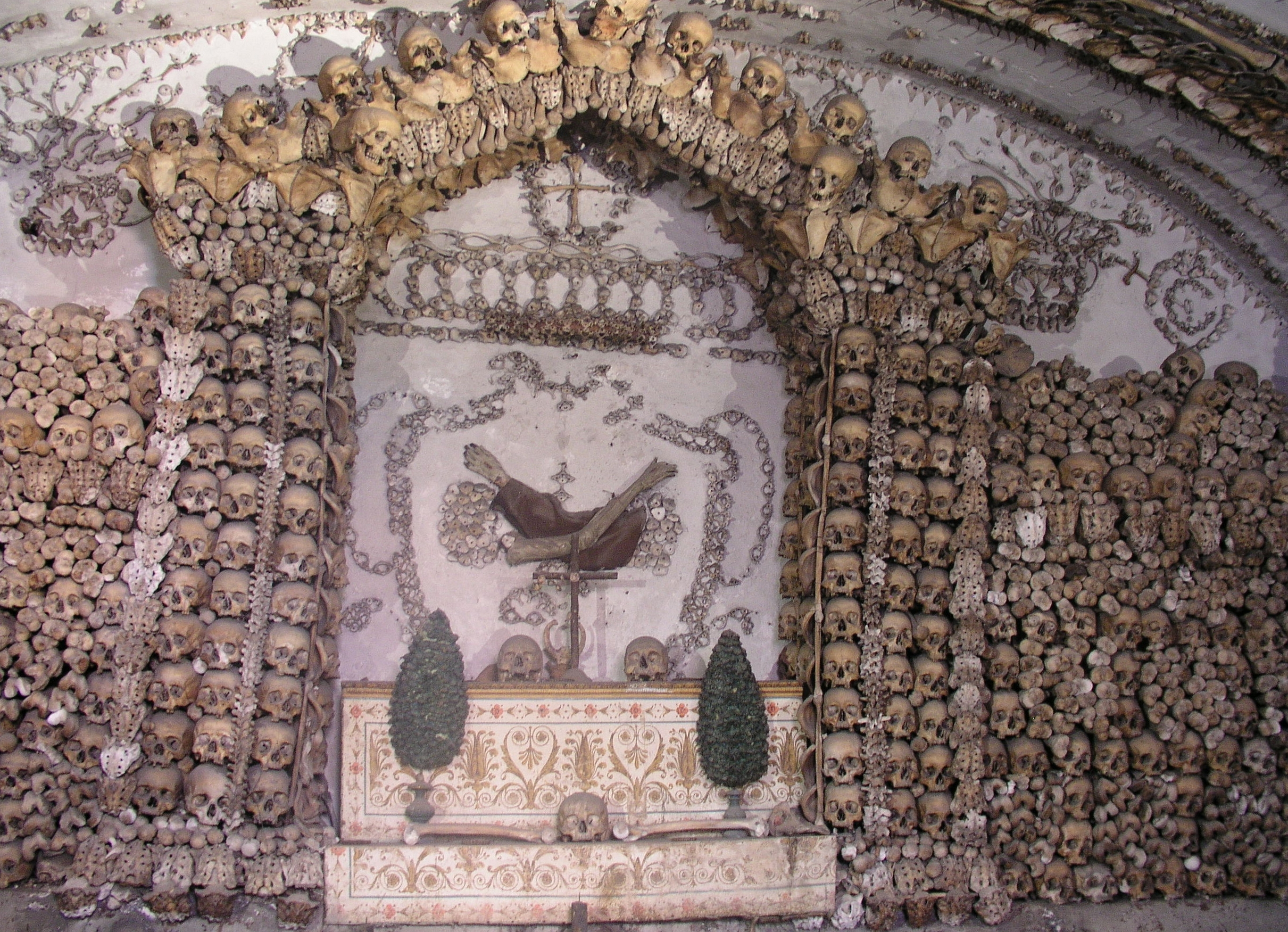
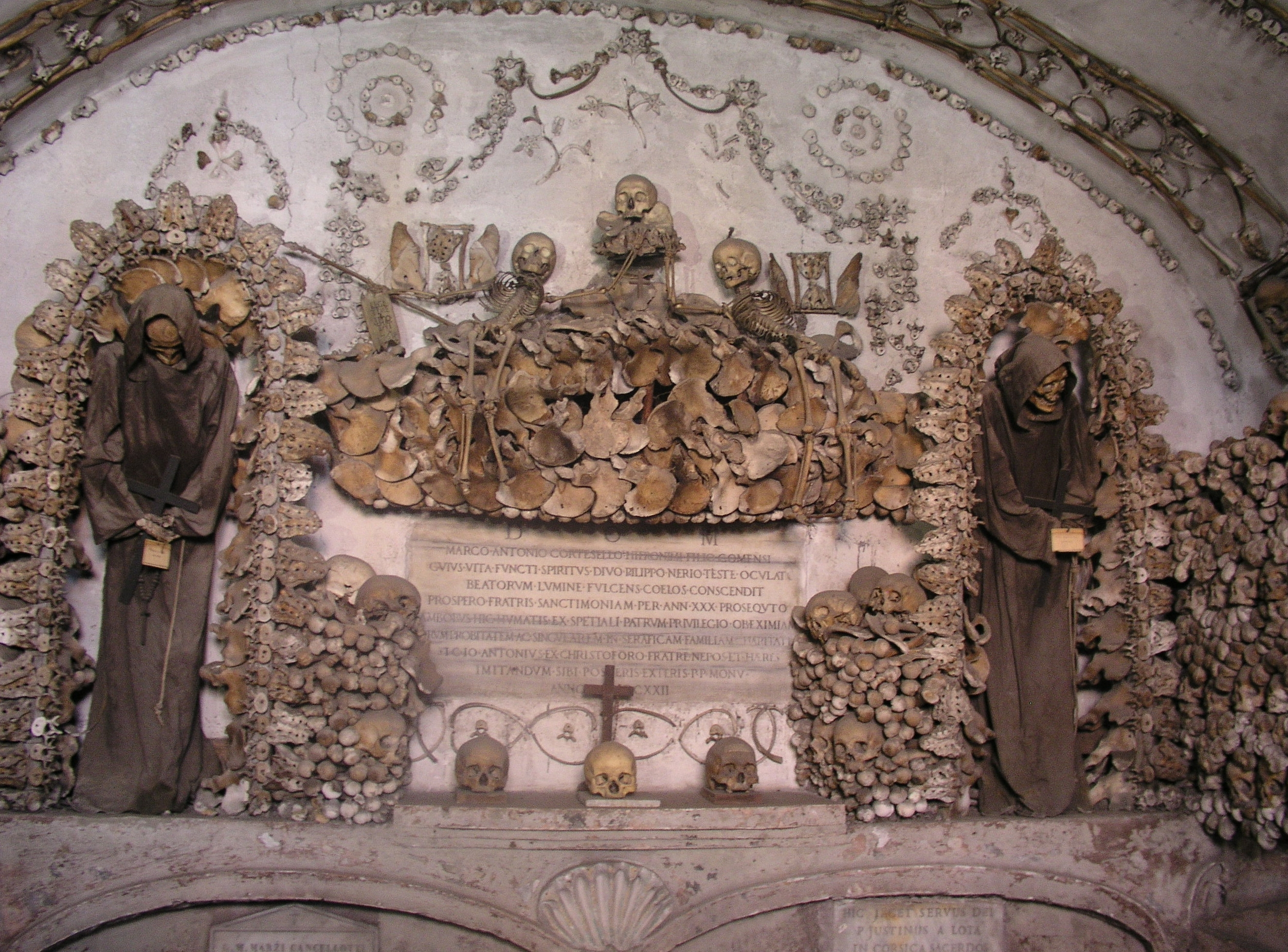
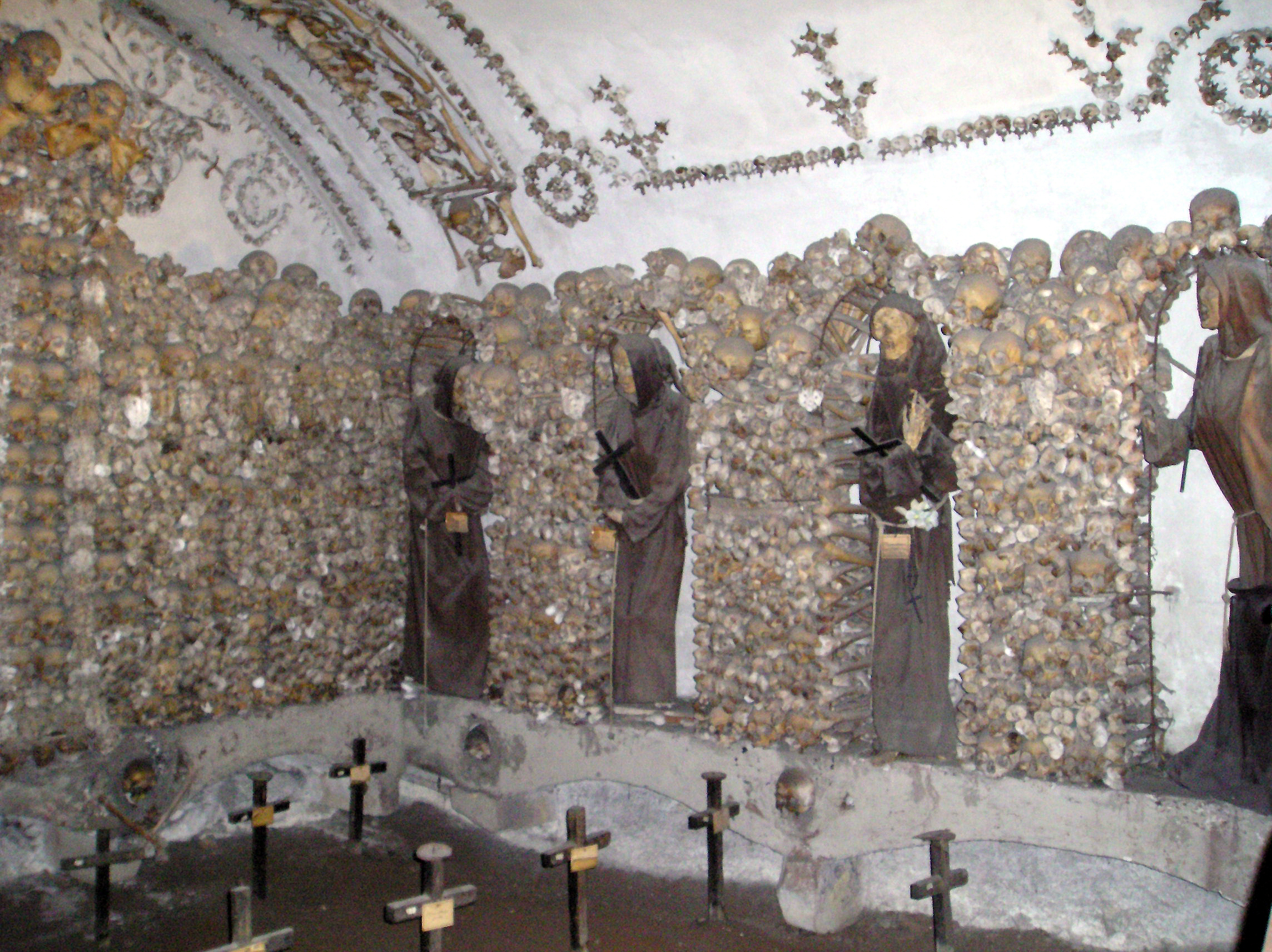